# 1862 en Lorraine
Chronologie de la Lorraine
- 1858
- 1859
- 1860
- 1861
- 1862
- 1863
- 1864
- 1865
- 1866

Cette page est une liste d'événements qui se sont produits durant l'année 1862 en Lorraine.

## Événements
- Ouverture de la Mine de Godbrange [1]
- Une tornade classée EF1 détruit plusieurs centaines de chênes à Dieuze dans la forêt domaniale de Saint-Jean[2].
- Inauguration à Nancy du palais de l'Académie où se trouvent actuellement l'unité de formation et de recherche faculté de droit, sciences économiques et gestion. « Situé au centre de la ville, le Palais de l’académie montre la volonté d’implanter à Nancy un centre intellectuel qui contribue à la renommée de la ville »[3].

## Naissances

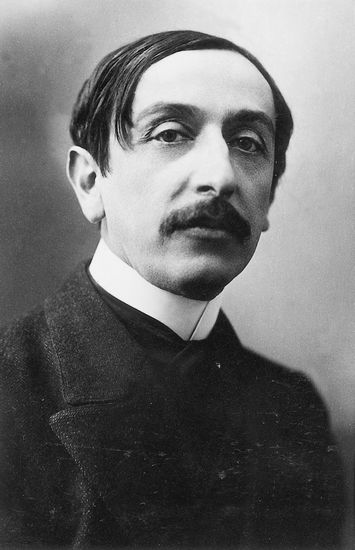
Maurice Barrès en 1923

- 4 janvier à Baccarat : Édouard Ignace, homme politique français[4], mort le 23 juillet 1924 à Paris.
- 9 février à Cattenom : François Fick, décédé à Châtel-Saint-Germain le 29 septembre 1922[5], homme politique lorrain. Il fut député allemand au Landtag d'Alsace-Lorraine de 1911 à 1918.
- 11 février à Nancy : Joseph André Pératé, mort à Versailles le 30 septembre 1947, historien d'art français, spécialiste de littérature italienne, et conservateur du Musée de Versailles.
- 2 mars à Fontenoy-le-Château : Auguste Constant Olivier, décédé le 15 décembre 1919 à Fez (Maroc), historien vosgien, prêtre.
- 13 mars à Neufchâteau : Paul Henrys ou Henrÿs, mort le 6 novembre 1943 à Paris, général de division français, grand-croix de la Légion d'honneur, dont le nom est associé à la Première Guerre mondiale.
- 22 mars à Briey (Meurthe-et-Moselle) : Fabien Léon Fauché[6], artiste peintre et lithographe français, mort à Paris 18e le 15 février 1950[7].
- 8 avril à Avocourt : Jean-Arthur Chollet, prélat français, évêque de Verdun, puis archevêque de Cambrai.
- 15 avril à Éton (Meuse) : Alfred Didry , agriculteur et  homme politique français décédé le 14 juin 1937, dans sa ville natale.
- 26 avril à  Haspelchiedt-Bitche : Jean Stuhl, général et homme politique français , mort le 23 novembre 1942 à Paris.
- 20 mai à Épinal : Louis Ernest Mougenot-Méline[8] et mort à Paris le 26 octobre 1929[9], architecte français, gendre de Jules Méline. Il épouse en effet la fille de ce dernier, Marie-Jeanne Méline, le 7 juillet 1906[10], et prendra par la suite le nom de Mougenot-Méline.
- 26 juin à Nancy : Auguste Boppe[11], mort le 14 mai 1921 à Pékin[12], diplomate français[13].
- 22 juillet à Bar-le-Duc : Lucien Antoine Poincaré, mort le 9 mars 1920 à Paris, physicien et homme politique français[14],[15].
- 23 juillet à Boulay : Alexis Weber, décédé le 5 mars 1942 à Mirecourt, homme politique lorrain. Banquier de profession, il fut député allemand au Landtag d'Alsace-Lorraine de 1911 à 1918.
- 19 août, à Charmes[16] : Maurice Barrès [baʁɛs][17] mort le 4 décembre 1923 à Neuilly-sur-Seine (Seine), est un écrivain et homme politique français, figure de proue du nationalisme français.
- 2 septembre à Plaine (alors dans le département des Vosges) : François-Edmond Fortier, mort à Dakar le 24 février 1928, photographe documentariste et un éditeur français.
- 22 septembre à La Bourgonce : Charles Victor Jacquot, mort le 22 juin 1922 à Bonn, général de division français dont le nom est associé à la Première Guerre mondiale.
- 30 septembre à Metz : Armand Henry Prillot, photographe français[18], actif entre 1890 et 1910.
- 2 décembre à Thiaucourt : Émile Goussot, homme politique français, décédé le 2 avril 1930 à Paris.
- 11 décembre : Anatole Louis Adrien Blondin, général de division français.
- 26 décembre à Montois-la-Montagne : Gaston Louis, ecclésiastique et homme politique français, mort le 10 mars 1944 à Vernaison (Rhône).

## Inscriptions ou classements aux titre des monuments historiques

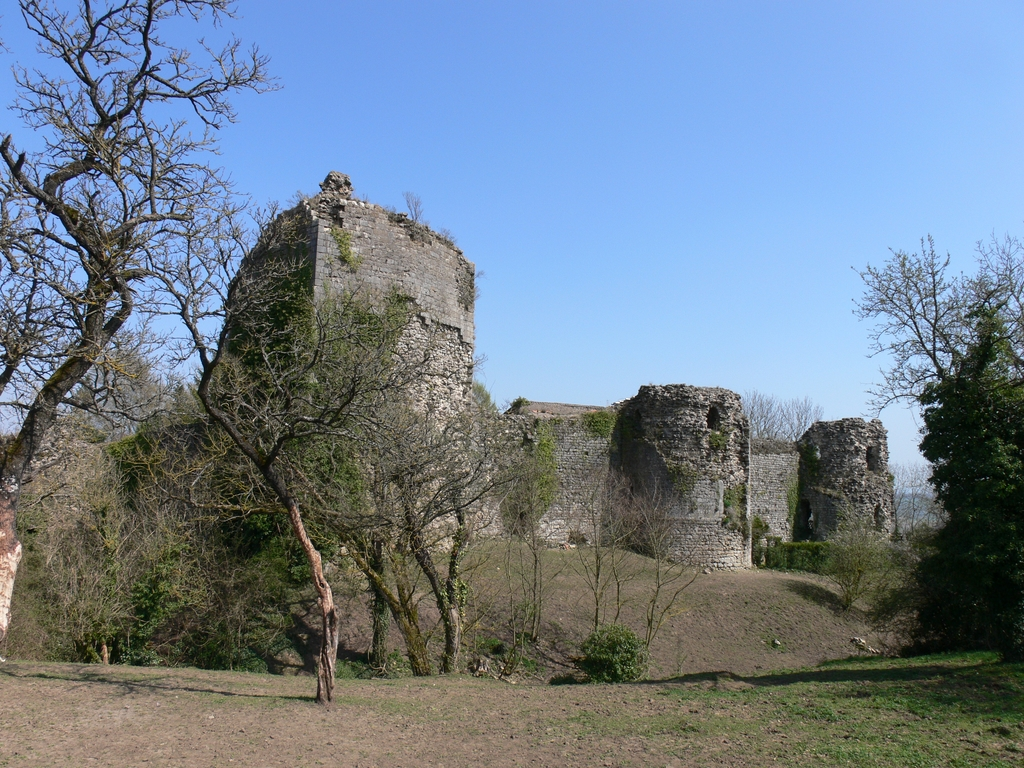
Château de Prény

- En Meurthe-et-Moselle : Église Saint-Médard de Blénod-lès-Toul[19], Église Saint-Laurent de Laître-sous-Amance[20], Château de Pierrefort[21],  Château de Prény[22]; Collégiale Saint-Gengoult de Toul[23]

- En Meuse : Abbaye de Lachalade[24], Nasium[25]

## Décès
- Étienne Pierre Morlanne, médecin accoucheur, fondateur des sœurs de la Charité Maternelle.